# Ismael Saz Campos
Ismael Saz Campos (1952) és un historiador espanyol, catedràtic d'història contemporània de la Universitat de València, especialitzat en el falangisme i la dictadura franquista. Ha conceptualitzat al franquisme com una «dictadura feixistitzada».
És autor de títols com Mussolini contra la II República: hostilidad, conspiraciones, intervención (1931-1936) (1986); España contra España: los nacionalismos franquistas (Marcial Pons, 2003), un estudi en el qual analitza el conflicte entre el nacionalisme falangista i el nacionalcatolicisme durant el règim franquista; Fascismo y franquismo (Universitat de València, 2004) i Las caras del franquismo (Comares, 2013).